# Scogliera Gibney
La scogliera Gibney (in inglese Gibney Reef) è una scogliera antartica facente parte dell'arcipelago Windmill.
Localizzata ad una latitudine di 66° 15' sud e ad una longitudine di 110°29' est, la scogliera è lunga circa 1 km e dista poco più di 2 km dalla cosa Budd. La zona è stata mappata per la prima volta mediante ricognizione aerea dalla USS Glacier nel febbraio 1957. È stata intitolata dalla US-ACAN al marinaio Joseph Gibney dopo che l'idea di quest'ultimo di chiamare il luogo scogliera Mussolini era stata scartata.